# Трифонов, Степан Трифонович
Степа́н Три́фонович Три́фонов (1842 — после 1917) — член III Государственной Думы от Санкт-Петербургской губернии, крестьянин.

## Биография
Православный, крестьянин деревни Мыслино Усадище-Спасовской волости Новоладожского уезда.
Получил домашнее образование. Занимался торговлей в Гостинополье, годовой оборот которой достигал 40 тысяч рублей. Владел 118 десятинами земли. Десять лет служил волостным судьёй, двадцать два года заведовал воинским конским участком, четыре года состоял волостным старшиной и четыре года — председателем суда.
Два трехлетия избирался гласным уездного земства, одно трехлетие состоял членом земской управы и товарищем председателя управы. Построил церковно-приходскую школу, впоследствии состоял её попечителем. Кроме того, был членом Зеленецкого благотворительного общества.
В 1907 году был избран в члены III Государственной думы от Санкт-Петербургской губернии съездом уполномоченных от волостей. Входил во фракцию октябристов, с 3-й сессии — в русскую национальную фракцию. Состоял членом переселенческой комиссии.
Судьба после 1917 года неизвестна. Был женат.